# Pentanychidae
Pentanychidae – rodzina pajęczaków z rzędu kosarzy i podrzędu Laniatores zawierająca 6 opisanych gatunków. 

## Opis
Przedstawiciele tej rodziny mają 2-3 mm długości ciała. Ubarwienie od żółtego do pomarańczowego z różną ilością dodatku czarnej pigmentacji.

## Występowanie
Kosarze te znane są z zachodniego wybrzeża USA, gdzie występują od stanu Waszyngton po Oregon.

## Systematyka
Rodzina zawiera 6 opisanych gatunków w dwóch rodzajach:
- Rodzaj: Isolachus Briggs, 1971
  - Isolachus spinosus Briggs, 1971

- Rodzaj: Pentanychus Briggs, 1971
  - Pentanychus hamatus Briggs, 1971
  - Pentanychus bilobatus Briggs, 1971
  - Pentanychus clavatus Briggs, 1971
  - Pentanychus flavescens Briggs, 1971
  - Pentanychus pacificus Briggs, 1971